# تريزيجالو
تريزيجالو (بالإيطالية: Tresigallo)‏ هي بلدية في مقاطعة فيرارا في إقليم إميليا رومانيا الإيطالي.

## السكان
في سنة 1861 بلغ عدد السكان 2٬401 نسمة، وتطور العدد ليصل في سنة 2011 لـ 4٬561 نسمة.
يظهر هذا المخطط البياني تطور النمو السكاني لـ تريزيجالو